# Zico Tumba
Zico Tumba (Kinshasa, 29 april 1977) is een voormalig profvoetballer uit de Democratische Republiek Congo, hij kwam onder andere uit voor De Graafschap en N.E.C..
In het seizoen 1996/97 maakt Tumba zijn debuut voor de Franse club FC Metz. Hij vertrok na dat seizoen naar Mulhouse, waar hij een succesvol seizoen draaide en in 27 wedstrijden 12 keer scoorde.
Het leverde hem een transfer op naar Nederland, waar hij voor 3 jaar bij De Graafschap zou spelen. Tumba kwam met regelmaat in actie en speelde 59 wedstrijden en scoorde daarin 10 keer. In 2001 vertrok de aanvaller naar NEC uit Nijmegen. Ook bij NEC kwam hij geregeld in actie. 
Na het seizoen 2003/04 besloot Tumba om op 27-jarige leeftijd te stoppen met profvoetbal. In een interview in de Gelderlander zei hij: „Profvoetbal is slecht. De mensen die erin rondlopen zijn niet eerlijk en er is geen respect. Het draait alleen maar om geld. Vandaag ben je goed en morgen gooit iedereen je weg. Dat is mijn wereld niet. Ik mis helemaal niks. Ik heb een nieuw leven en daar ben ik veel gelukkiger mee.”  
Hij verhuisde naar Frankrijk en ging voetballen bij de amateurs van FC Sète. Daar promoveerde hij naar de tweede divisie. Hij kon blijven maar had dan weer op professioneel niveau gespeeld en juist dat wilde hij niet en daarom vertrok hij naar USL Dunkerque. Tot 2008 speelde hij bij CS Avion op het zesde niveau in Frankrijk.
Tumba speelde 3 interlands voor Congo waarin hij 1 keer scoorde. Hij verdiende de kost met zijn eigen Afrikaanse winkel in Lens. Anno 2012 is Tumba actief als spelersbegeleider waarbij de nadruk ligt op het leven naast of na het voetbal. 
In maart 2014 werd hij assistent-trainer van Le Touquet Athletic Club.